# Смин
Смин (болг. Смин) — село в Добрицькій області Болгарії. Входить до складу общини Шабла.

## Населення
За даними перепису населення 2011 року у селі проживали 74 особи, з них 69 осіб (98,6%) — болгари.
Розподіл населення за віком у 2011 році:
Динаміка населення: